# Bosberg (Geraardsbergen)
De Bosberg is een beboste helling tussen de Vlaamse Ardennen en het Pajottenland op het grondgebied Geraardsbergen en Galmaarden (België) op de westflank van de Moerbekeheuvel.
Het wegdek van de helling bestaat deels uit betonplaten en deels uit kasseien.
De kasseien op de Bosberg zijn sinds 1993 beschermd monument.
Op de flanken strekt zich het Raspaillebos uit.

## Wielrennen

### Ronde van Vlaanderen
De Bosberg is bekend als de laatste beklimming van de Ronde van Vlaanderen. Edwig Van Hooydonck dankt zijn Ronde-zeges van 1989 en 1991 aan de Bosberg. In beide gevallen wist hij op de Bosberg te ontsnappen waarna hij niet meer bijgehaald kon worden door zijn achtervolgers.
De Bosberg werd in de Ronde van Vlaanderen sinds 1975 (met uitzondering van 2002) continu gesitueerd als klim na de Muur (tot en met 1980) of de Muur-Kapelmuur (vanaf 1981), vrijwel altijd als laatste klim. Uitzonderingen waarbij de Bosberg niet de laatste klim in de Ronde was, zijn 1981 en 1985-1987. In 1981 werd de Bosberg gevolgd door de Nellekensberg, in 1985 door de Flierendries en in 1986 en 1987 door de Pollareberg. In 2002 werd de Bosberg in de Ronde voorafgegaan door Tenbosse, in verband met herstelwerkzaamheden aan de Muur-Kapelmuur. De editie van 2011 was de laatste waarin de Bosberg werd opgenomen, na het verleggen van de finish naar Oudenaarde zit ze niet meer in het parkoers. Sinds 2019 is de finale van de Omloop Het Nieuwsblad hertekend en volgt grotendeels de oude finale van de Ronde van Vlaanderen van voor 2012, hierin is de Bosberg wederom de laatste helling van de dag.

### Andere wielerkoersen
De Bosberg werd voor het eerst in een belangrijke koers opgenomen in 1950, in de Omloop Het Volk. De laatste jaren kleurt hij de finale van de Omloop Het Nieuwsblad.
De Bosberg wordt door veel koersen aangedaan, zoals de Eneco Tour. In 2019 werd de Bosberg samen met de Muur van Geraardsbergen opgenomen in de eerste etappe van de Ronde van Frankrijk die in Brussel startte en eindigde. De Bosberg was toen de 2e en laatste helling van die etappe. In 2021 werd de helling tweemaal beklommen in de Brussels Cycling Classic. Ook wordt de helling opgenomen in Dwars door de Vlaamse Ardennen. 

### Recreatieve routes
De helling zit ook in bewegwijzerde recreatieve fietsroutes als de Ronde van Vlaanderenroute (rode lus), R.EV 1703 Fietsroute, LF Vlaanderenroute en LF Heuvelroute.

## Afbeeldingen

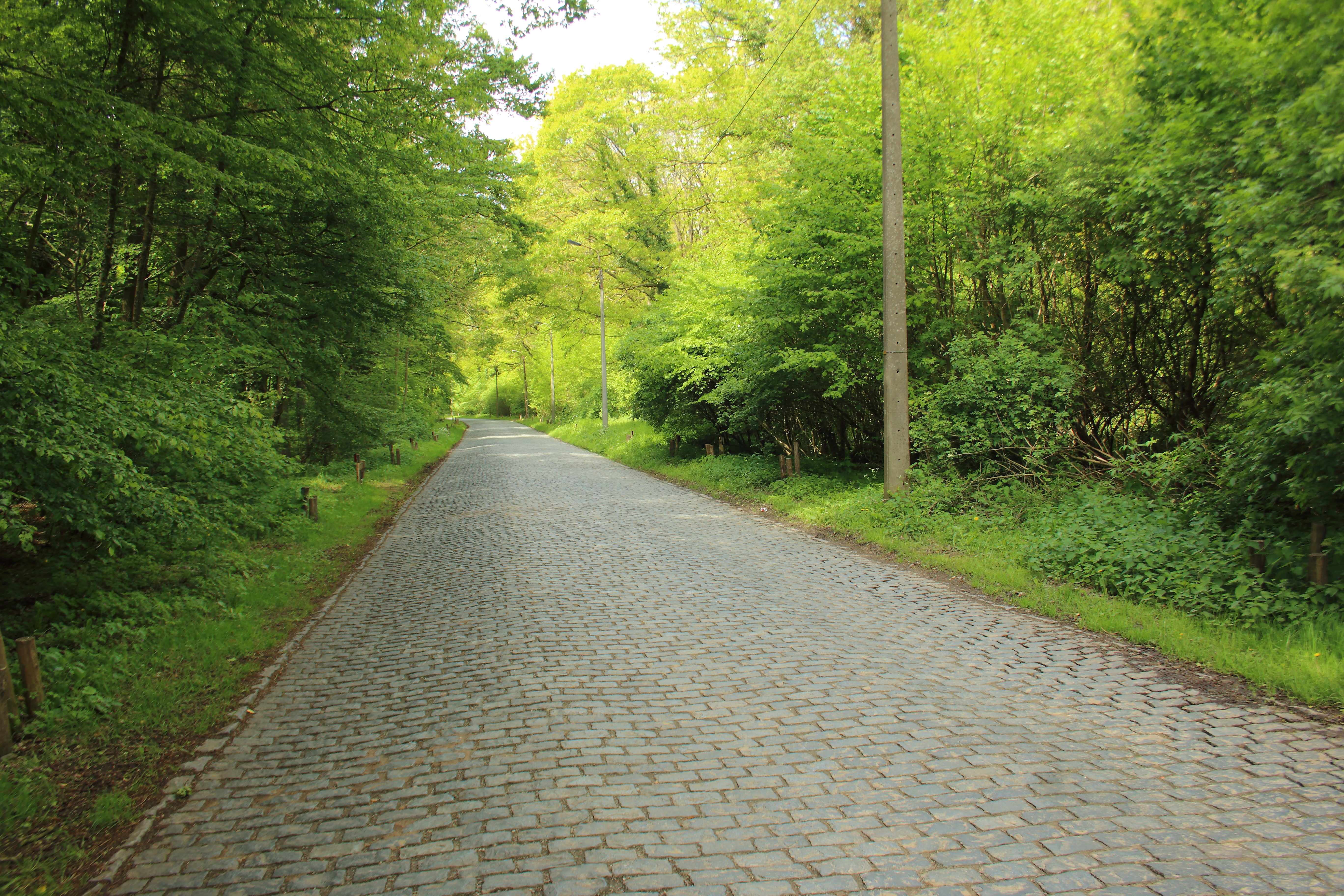
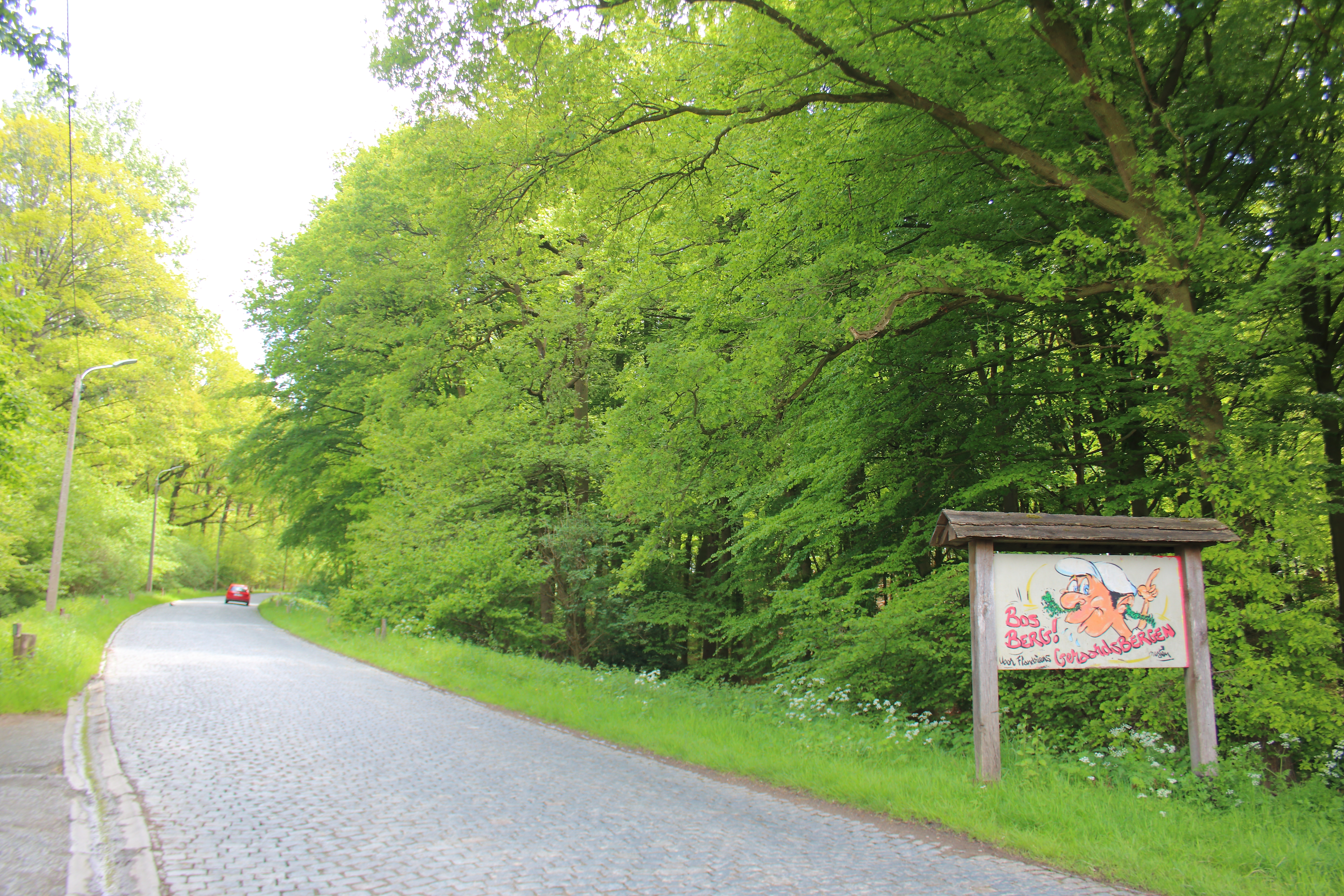